# Валь-ле-Фолькемон
Валь-ле-Фолькемо́н (фр. Vahl-lès-Faulquemont) — коммуна во французском департаменте Мозель региона Лотарингия. Относится к кантону Фолькемон.

## Географическое положение
Валь-ле-Фолькемон расположен в 35 км к востоку от Меца и в 18 км к юго-западу от Сент-Авольд. Соседние коммуны: Понпьер и Тетен-сюр-Нье на северо-востоке, Геслен-Эмерен на востоке, Аделанж на юге, Фолькемон на северо-западе.

## История
- Коммуна бывшего герцогства Лотарингия, входил в маркизат Фолькемон.
- Коммуна была уничтожена во время Тридцатилетней войны 1618—1648 годов и долгое время после этого оставалась необитаемой.
- Восстановлена в XVIII веке.

## Демография
По переписи 2008 года в коммуне проживало 259 человек.	

## Достопримечательности
- Церковь Сен-Леополь, 1717 года, алтарь XVIII века.